# Obrębscy

Herb Cholewa

Obrębscy – polski ród szlachecki pieczętujący się herbem Cholewa. Włodzimierz Dworzaczek podaje, że Obrębscy pieczętowali się także herbami Mora, Odrowąż i Ostoja. Niektóre herbarze podają także, iż część Obrębskich pieczętowała się herbem Prus II.

## Siedliska rodu
- północnomazowieckie (Obrębiec, Obręb, Budy Obrębskie, Nur, Maków Mazowiecki, Ostrołęka, Ciechanów, Cierpięta, Baranowo)
- północno-zachodniomazowieckie (ziemia płocka, Płock)
- warmińsko-mazurskie (Działdowo, Lążek) - powstałą z odgałęzienia północno-mazowieckiego w XIX wieku
- kujawskie (ziemia inowrocławska)
- małopolskie (Kraków)
- podlaskie (Międzyrzec Podlaski, Radzyń Podlaski, Siedlce) – powstałą w XIX wieku
- podkarpackie (ziemia przemyska)[2]
- wielkopolskie

## Członkowie rodu

### Odnotowani w XVI wieku
- N. Obrębski (kanonik u św. Floriana w Krakowie, 1566 doktor akademii w Krakowie)[2]
- Jan Obrębski (najprawdopodobniej z ziemi płockiej, żonaty w 1590 roku z Anną z Czachorowskich, c. Dominika) [10]

### Odnotowani w XVII wieku
- Mateusz Obrębski (1632 w ziemi ciechanowskiej, elektor Władysława IV[3])[2]
- Kasper Obrębski (1632 w ziemi różańskiej, elektor Władysława IV[3])[2]
- Jakub Obrębski (1632 w ziemi inowrocławskiej, elektor Władysława IV[3])[2]
- Kazimierz Obrębski (1697, sędzia kapturowy inowrocławski, z Ruczewka)[2]

Aktywność publiczna. Kazimierz Obrębski wraz z Aleksandrem Sycygniewskim spisują manifest rokoszan z Małopolski zebranych w roku 1698 Łowiczu w obronie wolnej elekcji i wolnego głosu.[5]

### Odnotowani w XVIII wieku
- Karol Obrębski (1788, wojski ziemi nurskiej)[2]
- Wawrzyniec Obrębski (1788, skarbnik ziemi nurskiej)[2]
- Iakub Obrębski (1764, elektor z ziemi płockiej)[9]

### Odnotowani w XIX wieku
- Tomasz Obrębski – por. Pułku. 2-go strzelców pieszych (1815-1830)[7]
- Seweryn Obrębski – ppor. Pułku. 1-go strzelców pieszych (1815-1830)[7]
- Antoni Obrębski – żołnierz Pułku 5-go ułanów – odzn. srebrnym krz. VM (16 marca 1831)[8]
- Kazimierz Obrębski – ppor. Pułku 2-go piechoty liniowej – odz. złotym krz. VM – (15 kwietnia 1831)[8]
- Mikołaj Franciszek Obrębski, syn Konstantego (1851)[6]
- Walenty Jordan Obrębski, s. Mikołaja (1851)[6]
- Walenty Obrębski, s. Ignacego (1851)[6]
- Paweł Obrębski, s. Jana (1851)[6]
- Alexander Obrębski, s. Karola (1851)[6]
- Ignacy Obrębski, s. Seweryna (1851)[6]
- Antoni Franciszek Obrębski, s. Aloizego (1851)[6]
- Leopold Edmund Obrębski, s. Wincentego (1851)[6]

### Urodzeni w wieku XX
- Józef Obrębski (etnograf)
- Waldemar Obrębski (trener)
- Czesław Obrębski (kapitan)
- Czesław Obrębski (inżynier)
- prof. dr hab. inż. Jan Obrębski
- Edmund Obrębski ur.1924r. elektromonter